# Американо-греческий институт
Америка́но-гре́ческий институ́т (англ. American Hellenic Institute, сокр. AHI) — некоммерческая организация, занимающаяся укреплением американо-греческих и американо-кипрских отношений, а также взаимоотношений внутри греческой общины США. Одна из самых влиятельных лоббистских организаций американских греков.
Журнал «Time» назвал AHI самой эффективной организацией греческого лобби США — одного из самых действенных этнических лобби в Вашингтоне (округ Колумбия).
Имеет отделения в различных регионах США, а также в Афинах (Греция). Штаб-квартира находится в Вашингтоне (округ Колумбия).

## История

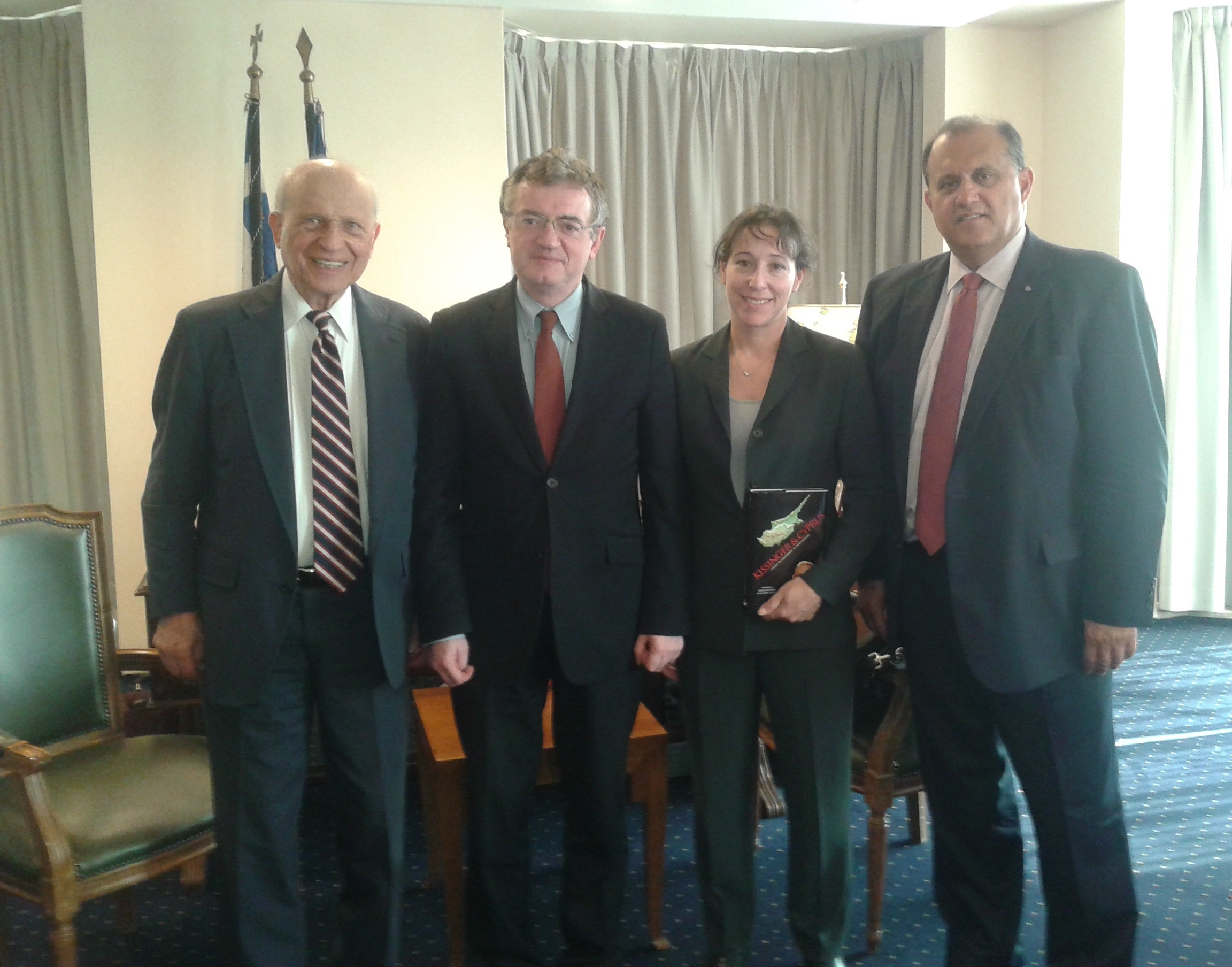
Основатель AHI Юджин Россидис, заместитель министра иностранных дел Греции Кириакос Геронтопулос и президент AHI Ник Ларигакис (2014)

AHI был основан 1 августа 1974 года Юджином Россидисом, что стало ответом на военное вторжение Турции на Кипр и последующую оккупацию северной территории острова. Организация заявила, что Турция нарушила два американских закона: Закон об иностранной помощи 1961 года (FAA) и Закон о продаже оружия и военной техники иностранным государствам (FMSA). AHI призвал госсекретаря США Генри Киссинджера, в течение многих лет препятствовавшего достижению целей организации, осудить Турцию и отказать ей в дальнейшей продаже оружия и оказании помощи до того момента, пока все турецкие войска не будут выведены с территории Кипра. Прошение было отклонено, однако в результате продолжившегося давления со стороны AHI Конгресс США принял решение ввести эмбарго на поставки оружия в Турцию. В декабре 1974 года Конгресс одобрил предложенный AHI пакет гуманитарной помощи Кипру на сумму в 25 млн долларов. В результате осуществления данной инициативы, ежегодно поддерживаемой AHI, Кипр получил более 400 млн долларов, что способствовало заметному экономическому подъёму острова.
В 2018 году AHI поддержал усилия ряда конгрессменов США блокировать продажу истребителей F-35 Турции.

## Дочерние организации
- Комитет по общественным связям AHI (англ. American Hellenic Institute Public Affairs Committee, сокр. AHIPAC) — единственная греко-американская организация, зарегистрированная в Конгрессе США в соответствии с Законом о лоббировании. Основан в 1975 году.
- Фонд AHI (англ. American Hellenic Institute Foundation, сокр. AHIF) — некоммерческая образовательная и исследовательская организация. Первый аналитический центр, занимающийся исключительно изучением проблем, с которыми сталкивается греческая община США. Основан в 1975 году.
- Деловая сеть AHI (англ. AHI Business Network) — отделение AHI, объединяющее греко-американских бизнесменов и профессионалов, и привлекающее их к работе по оказанию помощи остальным американским грекам. Основана в 1989 году.
- Фонд эллинских исследований (англ. Foundation for Hellenic Studies), основной задачей которого является оказание поддержки квалифицированным специалистам, учреждениям, программам и проектам, занимающимся продвижением изучения Греции и Кипра в США. Основан в 1995 году под эгидой AHIF[1].

## Сотрудничество

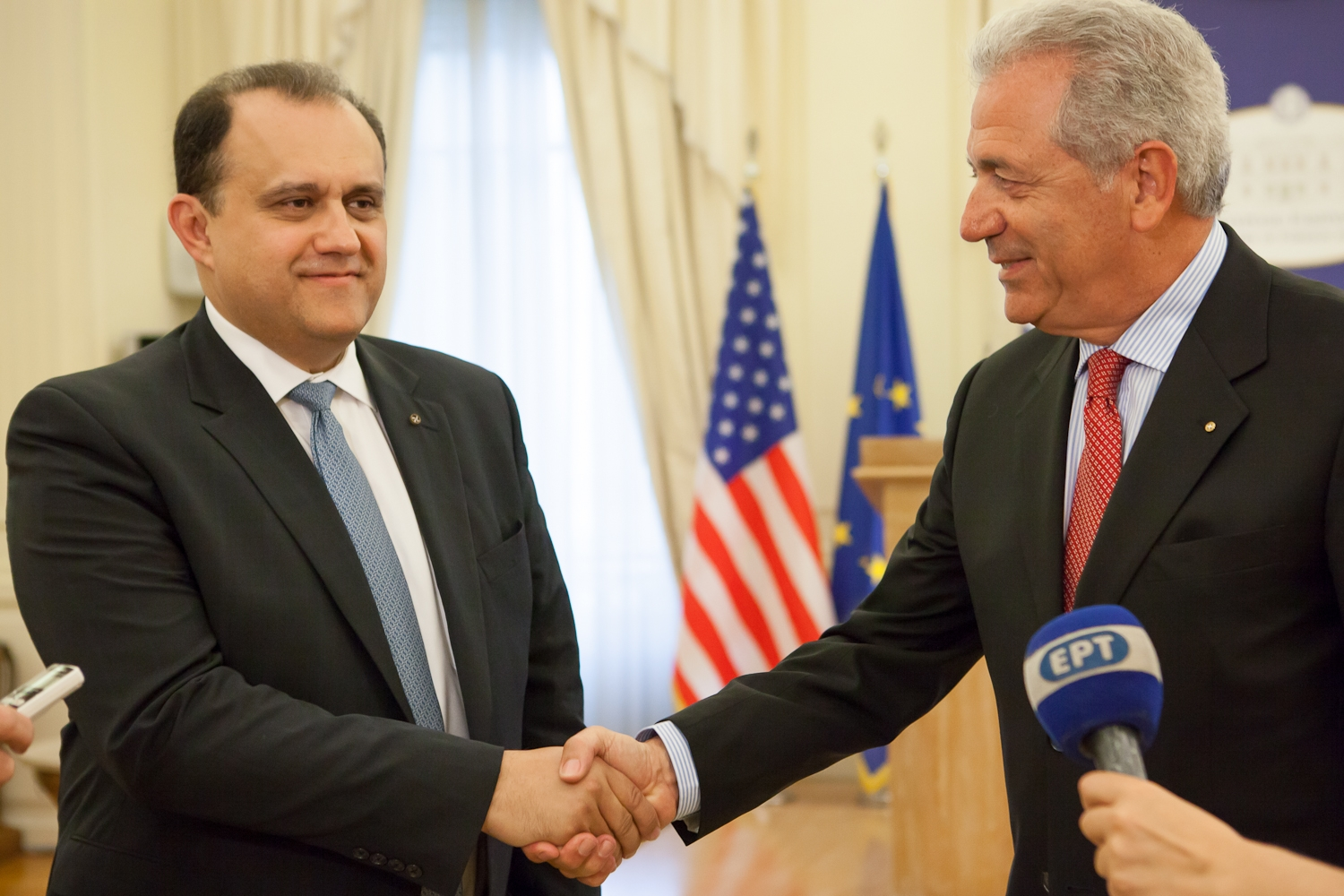
Президент AHI Ник Ларигакис (слева) и министр иностранных дел Греции Димитрис Аврамопулос (Афины, Греция, 13 мая 2013 года)

AHI тесно взаимодействует со следующими организациями:
- Американо-греческий прогрессивный просветительский союз (AHEPA)
- Американо-греческий совет (Калифорния) (AHC)
- Армянский национальный комитет Америки (ANCA)
- Греко-американский национальный совет (HANC)
- Греко-американский женский совет (HAWC)
- региональные общества: Панмакедонская ассоциация США, Кипрская федерация Америки, Всепонтийская федерация США и Канады, Эвританская ассоциация Америки «Велухи», Панкритская ассоциация Америки, Хиосские общества Америки и Канады, Панэпирская федерация Америки и др.
- Совет греко-американских лидеров (HALC)
- Международный координационный комитет «Справедливость для Кипра» (PSEKA)[1][7]

## Деятельность

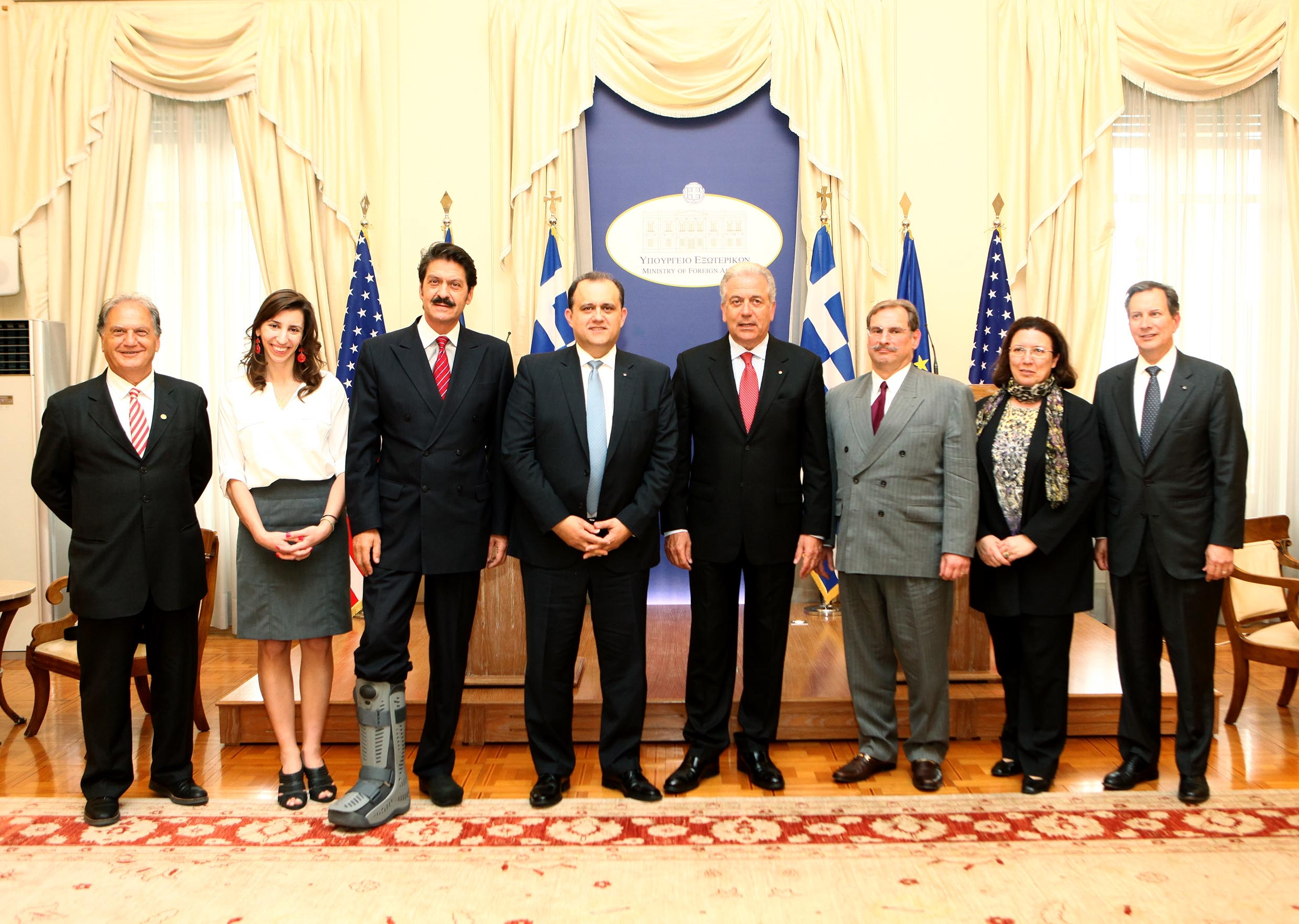
Встреча министра иностранных дел Греции Димитриса Аврамопулоса с делегацией AHI (Афины, Греция, 13 мая 2013 года)

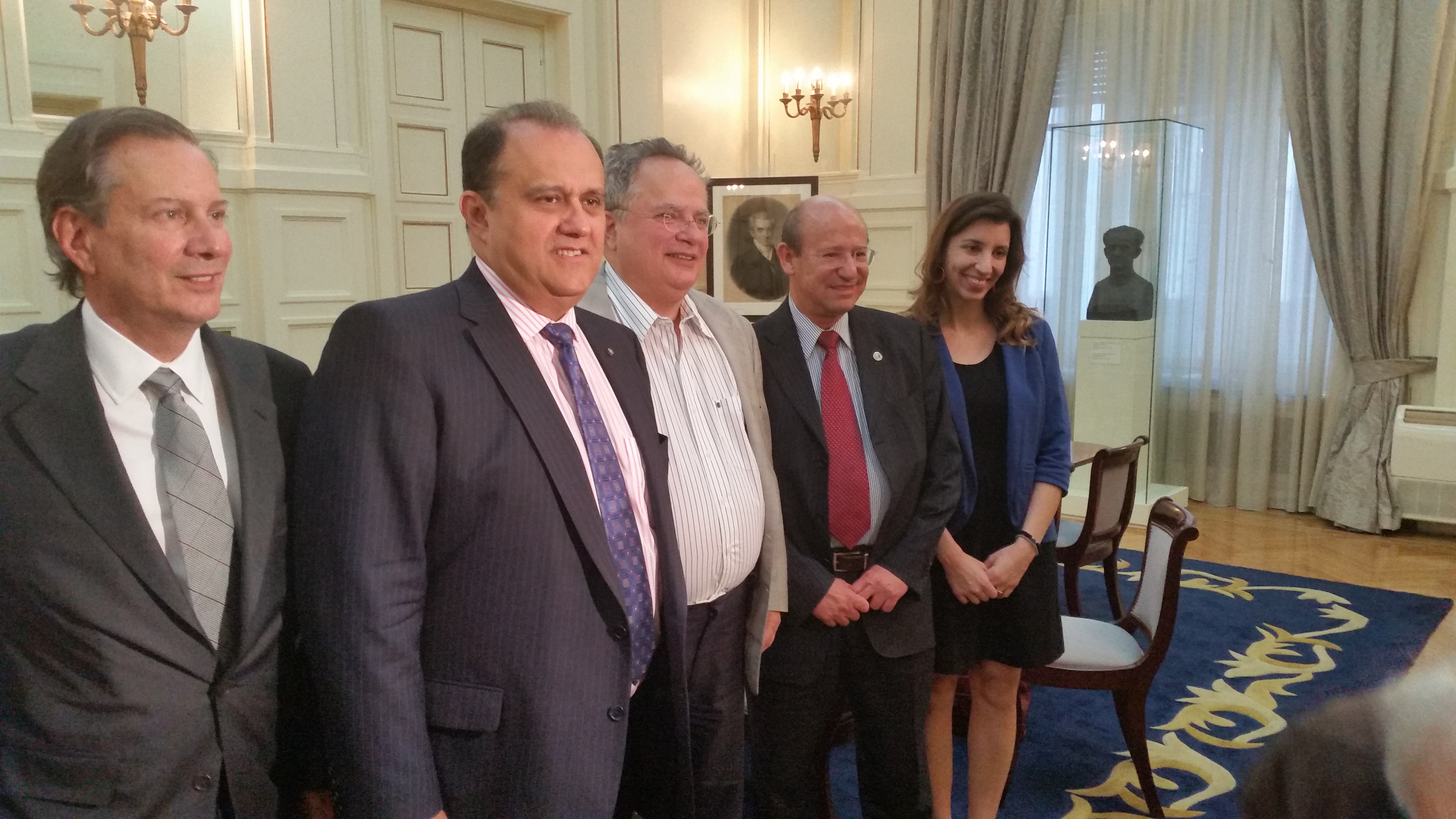
Встреча министра иностранных дел Греции Никоса Кодзиаса с делегацией AHI (Афины, Греция, 25 мая 2015 года)

AHI часто принимает участие в политических и лоббистских мероприятиях. Представители организации регулярно выступают в Конгрессе США с темами, относящимся к сфере их интересов. В частности, Институт выступал против американской поддержки Плана Аннана по объединению Кипра, назвав его «недемократическим» и «неосуществимым».
Каждый год выборов президента США, AHI и его дочерние структуры направляют в адрес кандидатов докладную записку, в которой знакомят их с вопросами, представляющими интерес для греческой общины Соединённых Штатов. Так, в сентябре 2008 года AHI обратился ко всем членам комитета Сената США по международным отношениям с просьбой направить в адрес нового посла США в Турции Джеймса Ф. Джеффри вопросы, касающиеся американской политики в отношении Кипра.

## Лоббируемые вопросы
- Турецкая военная оккупация северной территории Кипра;
- Турецкие провокации в Эгейском море;
- Македонский вопрос;
- Признание геноцида понтийских греков;
- Включение Греции в Программу безвизового въезда в США (VWP);
- Защита прав греческого меньшинства в Албании;
- Защита Вселенского Патриарха Константинополя и греческих православных теологических центров в Турции, в том числе возобновление деятельности Халкинской богословской школы[1][7].

## Основные достижения
- 1974. Конгресс США наложил эмбарго на поставки оружия в Турцию в ответ на вторжение на Кипр и последующую оккупацию северной территории острова, а впоследствии утвердил программу ежегодной гуманитарной помощи Кипру на сумму в 25 млн долларов, достигшей в итоге 400 млн долларов.
- 1979. Опубликован первый и единственный в своём роде греко-американский печатный сборник «American Hellenic Who’s Who».
- 1984. США не признали «Турецкую Республику Северного Кипра».
- 1993. AHI стала первой структурой, организовавшей визит делегации Конгресса США в Грецию.
- 1994. AHI стала первой организацией, поднявшей вопрос религиозной свободы и защиты Вселенского Патриархата Константинополя, а также возобновления функционирования Халкинской богословской школы.
- 1995. Прекращение американской экономической помощи Турции.
- 2000. Начало поддержки эллинских и связанных с ними исследований в США.
- 2005. Прошла первая в своём роде конференция под названием «Будущее эллинизма в Америке».
- 2006. США прекращают попытку прямой торговли с незаконным режимом оккупированной северной территории Кипра.
- 2014. Опубликована книга Юджина Россидиса «Kissinger & Cyprus: A Study in Lawlessness».
- 2017. Прошёл 42-й приём под названием «Hellenic Heritage Achievement and National Public Service Awards Dinner» — ежегодное мероприятие в честь американских греков, филантропов и филэллинов за их вклад в развитие греческой общины США[2].

## Совет директоров
- Ник Ларигакис, президент;
- Джеймс Лагос, вице-президент;
- Николас Карамбелас, казначей;
- Костас Алексакис, секретарь;
- Юджин Россидис;
- и др.[3]